# Cho Oyu
El Cho Oyu (en nepalí: चोयु; en tibetano: ཇོ་བོ་དབུ་ཡ, wylie: jo bo dbu yag, ZWPY: Qowowuyagen: en chino, 卓奧友山; pinyin, Zhuó'àoyǒu Shān) es la sexta montaña más alta de la Tierra, alcanzando los 8188 m s. n. m. Cho Oyu significa en tibetano la «Diosa Turquesa». La montaña es la elevación más alta del macizo Khumbu, sector del Mahalangur Himalaya y está situada aproximadamente a 20 km al oeste del monte Everest. La montaña se encuentra ubicada justo en la frontera entre Nepal y la región autónoma del Tíbet, en China.
Justo a pocos kilómetros al oeste del Cho Oyu se encuentra el collado Nangpa La a una altitud de 5716 m s. n. m., un paso entre montañas que permanece helado durante todo el año, pero que sirve para conectar el Tíbet y Nepal, principalmente con los sherpas de la región de Khumbu. El collado separa esta última zona del sector Rolwaling del Himalaya.
Debido a la proximidad de la cumbre con el collado y las pendientes moderadas en esta ruta relativamente concurrida desde hace siglos hacia el noroeste, el Cho Oyu está considerado como el ochomil más fácil de ascender y es un objetivo habitual en las excursiones programadas por los guías para la escalada de personas no cualificadas como alpinistas que desean conseguir ascender a un ochomil.

## Historia de su ascensión
La escalada al Cho Oyu se intentó por primera vez en 1952, gracias a una expedición organizada y financiada por el Joint Himalayan Committee de Gran Bretaña, como preparación para intentar la ascensión al monte Everest al año siguiente. La expedición fue dirigida por Eric Shipton e incluía Edmund Hillary y Tom Bourdillon entre sus escaladores.
Una incursión realizada por Hillary y George Lowe tuvo que detenerse debido a dificultades técnicas y al peligro de avalanchas justo en un acantilado de hielo a una altitud de 6650 m. Así mismo, noticias de la presencia de tropas chinas a poca distancia de la frontera, influyó para que Shipton optase por la retirada de la montaña en vez de seguir intentando la cumbre.
La montaña fue definitivamente escalada por primera vez el 19 de octubre de 1954, a través de la cara noroeste por una expedición austriaca en la cual consiguieron ascender a la cumbre Herbert Tichy, Joseph Jochler y el sherpa Pasang Dawa Lama.
El Cho Oyu fue la quinta montaña de más de 8000 metros que fue escalada en la historia del alpinismo, después del Annapurna en junio de 1950, del Everest en mayo de 1953, del Nanga Parbat en julio de 1953 y del K2 en julio de 1954.

### Efemérides de las escaladas

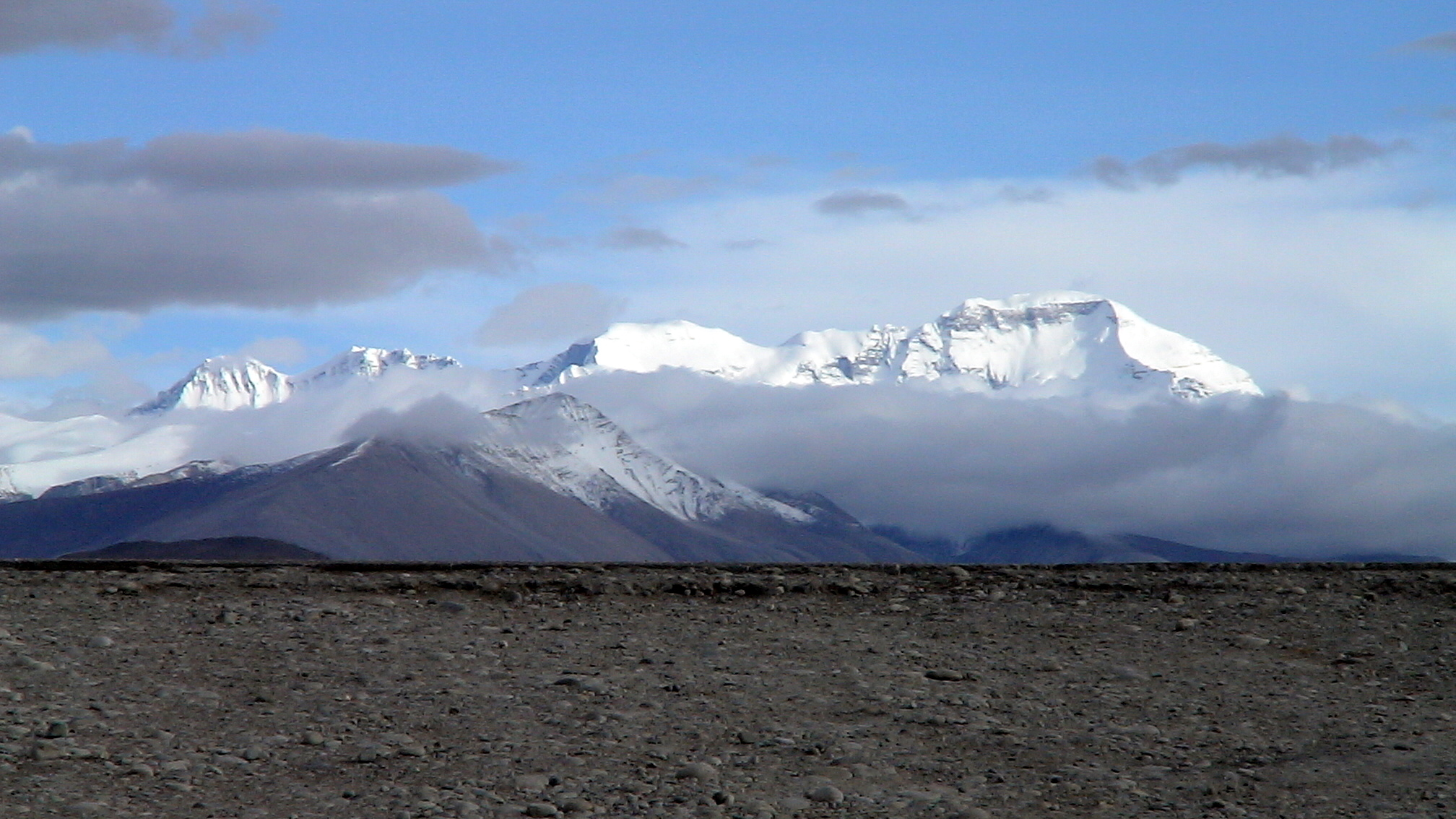
Vista del Cho Oyu desde Tingri.

- 1952 Primer reconocimiento de la cara noroccidental gracias, entre otros alpinistas, a Edmund Hillary dentro de un equipo inglés.[4]
- 1954 Primer ascenso a la cumbre, en otoño, por un equipo de escalada austriaco entre quienes llegaron a la cima Joseph Jöchler, Herbert Tichy y el sherpa nepalí Pasang Dawa Lama.[4]
- 1958 Segundo ascenso a la cumbre por una expedición india, en la cual participó nuevamente el sherpa Pasang Dawa Lama, quien alcanzó la cima por segunda vez, aunque desgraciadamente también se produjo la primera muerte en la historia de la escalada de este ochomil.[4]
- 1959 Cuatro miembros de una expedición mueren debido a una avalancha producida por un alud en una expedición internacional femenina celebrada este año.[4]
- 1964 Controvertido tercer ascenso a la cumbre de una expedición alemana, nunca demostrado, debido a la ausencia de pruebas documentales que lo acrediten. Dos escaladores, A. Thurmayr y G. Huber, mueren de agotamiento en el campo IV a 7.600 m s. n. m.[4]
- 1978 Edi Koblmüller y Alois Furtner, miembros de una expedición austriaca, coronan la cumbre con éxito por primera vez a través de la extremadamente compleja y difícil cara sureste.[4]
- 1982 El alemán Reinhard Karl fallece durante un intento por la cara sureste.
- 1983 El extraordinario escalador italiano tirolés Reinhold Messner, primer hombre en la historia en coronar los 14 ochomiles, consigue llegar a la cima en su cuarto intento a la cumbre,[4] acompañado por Hans Kammerlander y Michael Dacher.
- 1984 Primera expedición femenina con éxito. Dina Štěrbová y Věra Komárková llegan a la cima.
- 1985 El 12 de febrero, los polacos Maciej Berbeka y Maciej Pawlikowski consiguen el primer ascenso invernal a la cumbre por una nueva vía en la cara sur (repetido tres días más tarde por Andrzej Heinrich y por el genial Jerzy Kukuczka, líder del equipo). Ese mismo año, en primavera, el español de origen vasco Juanito Oiarzábal, completa el ascenso el 15 de mayo por la vía normal, siendo este el primer "ochomil" de una leyenda viva del Himalaya como Juanito.

La vía polaca es repetida en 1993 por Jean-Christophe Lafaille en solitario y sin oxígeno.
- 1988 Primera ascensión invernal de la cara noroeste por el español Fernando Garrido.
- 1994 El 13 de mayo, Carlos Carsolio escala hasta la cima, obteniendo el ascenso en un tiempo récord desde el campo base, coronando con éxito la cumbre en tan solo 18 horas y 45 minutos.[5]
- 1994 Primer ascenso en solitario a la cumbre por la vía suroeste realizado por el japonés Yasushi Yamanoi.[6]
- 2004 Segunda cumbre ascendida por el neozelandés Mark Inglis, amputado de ambas piernas, usando sus famosas prótesis artificiales.[7]
- 2007 Segundo ascenso de un equipo indio liderado por Abhilekh Singh Virdi.[8]
- 2011 El escalador holandés Ronald Naar muere por una grave indisposición, posiblemente causada por un edema cerebral, a una altitud de 8000 m s. n. m.[9][10]

## Vistas

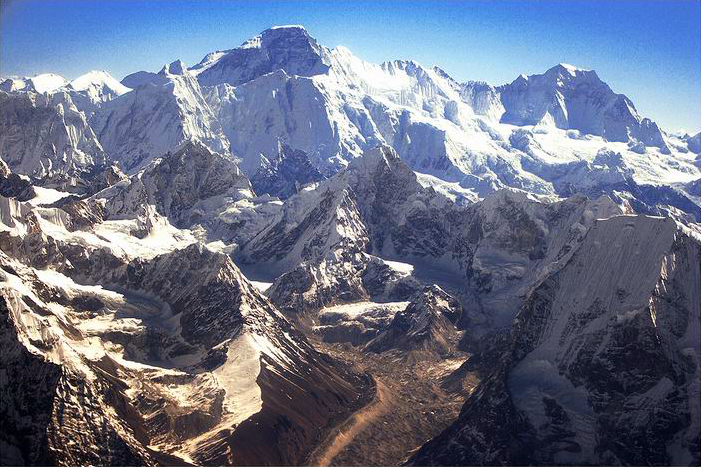
Vista del Cho Oyu desde el aire desde un avión sobrevolando el Himalaya.

## Literatura
- Herbert Tichy, Cho Oyu - Gnade der Götter, (Vienna: Ullstein 1955)